# Gudmund Schütte
Gudmund Schütte (født 17. januar 1872 på Eskjær pr. Jebjerg i Salling, død 12. juli 1958 i Grinderslev) var en dansk filolog og historiker med speciale i Danmarks oldtid og hedenskab.

## Liv og karriere
Gudmund Schütte var søn af godsejer Theodor Schütte. Han blev student fra Horsens Statsskole i 1889 og blev udmærket med universitetets guldmedalje i 1897, inden han afsluttede sin eksamen som mag.art. året efter. I 1907 blev Schütte dr.phil. på afhandlingen Oldsagn om Gottjod, vore Forfædres Land, Folk, Race.
Schütte, hvis familie havde tyske rødder, idet farfaderen var indvandret til Danmark fra Brandenburg, var også uddannet i tysk og sad i årene 1898-1907 og 1908-10 som bestyrelsesmedlem i Selskab for germansk Filologi, hvis Budstikke han var udgiver af 1898-1904, samt medudgiver af Akademisk Foreningsblad 1905-06. Han var også medarbejder ved Salmonsens Konversationsleksikon fra 1898, ved Hagerups Leksikon fra 1906, ved R v. Erckerts Atlas; Wanderungen und Siedelungen der germanischen Stamme bis auf Karl den Grossen 1901. Han offentliggjorde flere anmeldelser og artikler i tidsskriftet Danske Studier. Bemærkelsesværdigt er det, at han som tyskstuderende fik Københavns Universitets guldmedalje i engelsk filologi. Han har også ydet bidrag til dansk stednavneforskning. Ved faderens død i 1915 blev han ejer af godset Eskjær samt skovbruget Sankt Andrä im Lavanttal (Kärnten, Østrig) og kunne økonomisk uafhængig dyrke sine videnskabelige interesser. Han forestod udgivelsen af Historisk Aarbog for Skive og Omegn 1927-1956. Han var Ridder af Dannebrog og Dannebrogsmand.
Schüttes viden særlig om sproglige og historiske emner var umådelig, hvilket viste sig i hans banebrydende værker om de europæiske folks oldtid. Alligevel var han en i sin samtid negligeret og i eftertiden overset skikkelse, måske fordi han gennem 65 år førte en kompromisløs kamp for de nationale menneskerettigheder, hvorunder han også involverede sig i den sydslesvigske sag og stednavneforskningens påvisning af, at landet var dansksproget, inden det blev plattysksproget og senere tysksproget. Endvidere holdt han fanen for udforskning af oldsagn og af de klassiske kilder højt på et tidspunkt, hvor historikernes kildekritik betød, at de på det nærmeste var umulige at behandle.
Hans værker omfatter også en rekonstruktion af Ptolemæus's kort fra det 2. århundrede over Danmark.

## Privat
Han var gift (21. januar 1909) med Elsa f. Pichler, f. 22. september 1879 i Prag, død 1953.

## Forfatterskab
- (anmeldelse af): Andr. M. Hansen: Landnåm i Norge, En utsigt over bosætningens historie; W. G. Fabritius & Sønner, Kristiania 1904. (Danske Studier 1906, s. 43-56)
- Oldsagn om Godtjod, bidrag til etnisk kildeforsknings metode med særligt henblik på folke-stamsagn (København 1907)
- Altyske Annexionslærdomme om dansk Land og Folk (1909)
- "De ældste gottonske Sagnhelte" (Danske Studier 1912, s. 174-183)
- Heltebogen om Bojerik (Himmerbotoget) (1913)
- Af Tyskhedens Saga I (1913)
- Altyskerne og Danmark (1915, 2. udg. 1947)
- Salling Syssels Oldsaga (1915)
- Pangermanismen i Norge (1917)
- Ptolemy's Maps of Northern Europe (1917)
- Nordens ældste Indbyggernavne (1917)
- Vor mytiske Kongerække (1917)
- "Vor Æts og vor Folkegruppes Navne" (Danske Studier 1917, s. 43-48)
- Offerpladser (1918)
- Hjemligt Hedenskab i almenfattelig Fremstilling (1919)
- Spørgsmaalet om Danernes Navn (Danske Studier 1920, s. 169-174)
- (anmeldelse af): Axel Olrik, Nogle Grundsætninger for Sagnforskning, udg. af Hans Ellekilde. Kbh. 1921 (Danske Studier 1921, s. 177-186)
- The Nibelungen Legend (1921)
- Uneutrale Kredse (1921)
- Fra Flinteflækken til Lurmærket (1922)
- Jysk og østdansk Artikelbrug (1922)
- "En gammel Kulturvej fra Lilleasien til Skandinavien" (Danske Studier 1922, s. 40-54)
- Dänisches Heidentum (1923)
- (anmeldelse af): Vilh. la Cour: Geschichte des schleswigschen Volkes, I. Slesvigsk Forlag 1923 (Danske Studier 1924, s. 77-86)
- "Sagnet om Soen og den sunkne Gaard" (Danske Studier 1925, s. 119-132)
- Vor Folkegruppe Gottjod I (1926)
- Odin og Krist (1926)
- "Nordisk og frisisk Artikelforskning" (Danske Studier 1926, s. 90-94)
- "Hedenske Levn i Tilknytning til Helligkilder" (Danske Studier 1926, s. 157-166)
- "Daner og Eruler" (Danske Studier 1927, s. 65-74)
- Danske Stednavne fra Arilds Tid (1927)
- Ethnische Prunknamen (1929)
- Our Forefathers, the Gothonic Nations (1929-33)
- "Geaterspørgsmaalet" (Danske Studier 1930, s. 70-81)
- Kristus og Vaaren (1930)
- The Origin of the Cimbrians (1931)
- "Artiklen "den" og "hin" i hollandsk og middelfrankisk" (Danske Studier 1931, s. 182)
- Valdensernes glorrige Hjemtog (1931-32)
- "Daner, Sveer, Geater i episk Rang" (Danske Studier 1933, s. 36-42)
- Danmarks Saga (digt, illustr., 1933)
- The Problem of the Hraidgoths (1933)
- Sallingske Helligdomme (1933)
- Eddaens Gudelære og dens Forhold til sallingsk Tro (1934)
- Gotthiod und Utgard (1935-36)
- Sigfrid und Brunhild (1935)
- A Continuation of Widsith (1936)
- Das südjütische Dänentum (1937)
- Sønderjylland kalder (1938, 3. udg. 1945)
- Dansk Tunge i tusind Aars Væxt (1938)
- Gotthiod, die Welt der Germanen (1939)
- Sønderjysk Humør (1939)
- Nordslesvigs folkelige Stilling (1940)
- Hvad skal Barnet hedde? (1941)
- Brynhild (fortælling, 1941-42)
- "Ejendomsmærket ved geografiske Navne og Indbyggernavne" (Danske Studier 1942, s. 62-64)
- "Skjoldungsagnene i ny Læsemaade" (Danske Studier 1942, s. 81-100)
- "Kimbrerspørgsmaalet" (Danske Studier 1944, s. 137-139)
- "Gottonsk Kosmologi" (Danske Studier 1946-47, s. 41-48)
- Udvalgte Epistler (1947)
- "Den klassiske Nordlandsskildring" (Danske Studier 1948, s. 48-70)
- Sønderjyske Rigssagn og historiske Anekdoter (1948)
- Vor Stavn i Syd (1948)
- Danmarks Oldsaga (1948)
- Sønderjysk Æt-lære (1951)
- "Lydlovpedanteri" (Danske Studier 1951, s. 117-119)
- Den klassiske Nordlandsskildring (1951, nominelt 1948)
- Anglerne, det evige Stridsæmne (1952)
- A Ptolemaic Riddle Solved (1952)
- "Nordtysk sagn om Drusus" (Danske Studier 1952, s. 129-131)
- "Sunigilda, den gotiske storhersker Theodoriks offer" (Danske Studier 1952, s. 131-132)
- "En lakune i Danmarksforskningen" (Danske Studier 1953, s. 104-108)
- "Akcentuering av barbariske navne hos Ptolemaios" (Danske Studier 1953, s. 109-110)
- "Grundtvig opdager af Sigfrid-Brynhild-sagnets historiske ophav" (Danske Studier 1953, s. 110-112)
- "Gottjods episk-historiske kronologi" (Danske Studier 1953, s. 112-118)
- "Gottonsk stednavnekronologis klassisk avhjemlede udgangspunkter" (Danske Studier 1954, s. 165-170)
- "Girart-Sigibert-Chilperik-Sigurd" (Danske Studier 1954, s. 170-172)
- "Sproglige og kulturelle startpunkter" (Danske Studier 1954, s. 172-174)
- Thit Jensen og Sproget (1954)
- "Gottonske urstednavnes lakoniske præg" (Danske Studier 1956, s. 102-105)
- "Sproglige avlejringer langs teutoners og kimbrers vandringsrute" (Danske Studier 1959, s. 115-1116)

### På internettet
- Gudmund Schütte: "The Cult of Nerthus" (The Saga-Book of the Viking Society Vol. 7 & 8; 1909) Arkiveret 7. august 2016 hos  Wayback Machine
- Gudmund Schütte: "Det ptolemæiske Danmarkskort" (Geografisk Tidsskrift, Bind 23; 1915; s. 9-20) Arkiveret 19. oktober 2013 hos  Wayback Machine
- Gudmund Schütte: "Danmarkskortet hos Ptolemaios ifølge Codex Burney 111" (Geografisk Tidsskrift, Bind 23; 1915; s. 62) Arkiveret 19. oktober 2013 hos  Wayback Machine
- Gudmund Schütte: "Et maskeret Belgienskort hos Ptolemaios" (Geografisk Tidsskrift, Bind 23; 1915; s. 108-111) Arkiveret 19. oktober 2013 hos  Wayback Machine
- Gudmund Schütte: "Nord- og Mellemevropa efter den rensede Ptolemaios" (Geografisk Tidsskrift, Bind 23; 1915; s. 257-268) Arkiveret 19. oktober 2013 hos  Wayback Machine
- Gudmund Schütte: "Nordgrænsen for Iagttagelserne hos Pytheas" (Geografisk Tidsskrift, Bind 24; 1918; s. 86-92) Arkiveret 19. oktober 2013 hos  Wayback Machine
- Gudmund Schütte: "Frankisk Kolonisation paa allemannisk Grund" (Geografisk Tidsskrift, Bind 24; 1918; s. 191-208) (Webside ikke længere tilgængelig)
- Gudmund Schütte: (Ingen titel, anmeldelse af bog om pastor H.N.A. Jensen) (Historisk Tidsskrift, Bind 9. række, 7; 1919; s. 522-533) (Webside ikke længere tilgængelig)
- Gudmund Schütte: "Kimbrerne" (Scandia, bind 13, nr 2 (1940); s. 277-283)
- Gudmund Schütte: "Østgermaniens Slavisering" (Historisk Tidsskrift, Bind 11. række, 2 (1947); s. 61-72) (Webside ikke længere tilgængelig)

## Nekrolog
- L.L. Hammerich: "Gudmund Schütte 17. januar 1879-12. juli 1958" (Danske Studier 1959, s. 107-114) Arkiveret 24. august 2013 hos  Wayback Machine